# Beyssenac
Beyssenac est une commune française située dans le département de la Corrèze, en région Nouvelle-Aquitaine.

## Géographie

### Généralités

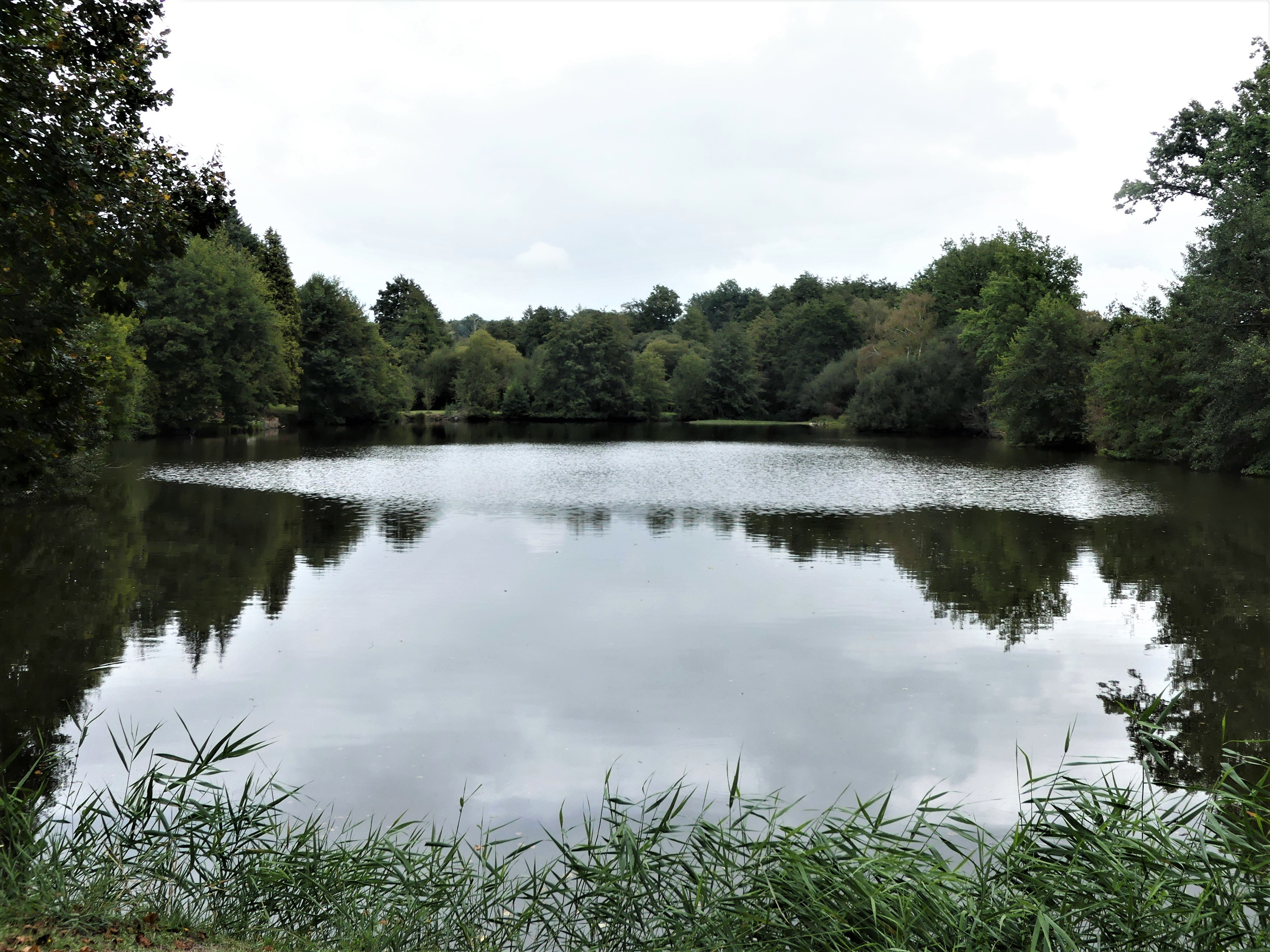
L'étang de Sarette alimenté par le ruisseau des Belles-Dames.

Dans l'ouest du département de la Corrèze, la commune de Beyssenac s'étend sur 18,30 km2. Elle est bordée au nord-est sur un kilomètre et demi par l'Auvézère qui la sépare de Payzac. Au sud, son affluent le ruisseau des Belles-Dames (également appelé ruisseau de l'Orne), marque aussi en quatre tronçons la limite communale avec Concèze, Saint-Cyr-les-Champagnes et de nouveau, Payzac.
L'altitude minimale avec 253 mètres se trouve localisée au nord-ouest, en aval du lieu-dit le Moulin de la Papeterie, là où l'Auvézère quitte la commune et entre en Dordogne sur celle de Payzac. L'altitude maximale avec 436 mètres  est située à l'extrême est, près du lieu-dit Champ du Penaud, en limite de la commune d'Arnac-Pompadour.
Traversé par la route départementale (RD) 107, le bourg de Beyssenac est situé, en distances orthodromiques, quatorze kilomètres au sud-sud-est de Saint-Yrieix-la-Perche, et vingt-deux kilomètres à l'ouest d'Uzerche.
Le territoire communal est également desservi par les RD 6, 6E et 7.

### Communes limitrophes
Beyssenac est limitrophe de sept autres communes, dont deux dans le département de la Dordogne. Au sud-est, elle est limitrophe de Saint-Sornin-Lavolps par un quadripoint.
Les communes limitrophes sont  Arnac-Pompadour, Concèze, Payzac, Saint-Cyr-les-Champagnes, Saint-Julien-le-Vendômois et Ségur-le-Château.
|                   | Ségur-le-Château                    | Saint-Julien-le-Vendômois     |
| Payzac (Dordogne) | Beyssenac                           | Arnac-Pompadour               |
|                   | Saint-Cyr-les-Champagnes (Dordogne) | Saint-Sornin-Lavolps, Concèze |

### Climat
Pour des articles plus généraux, voir Climat de la Nouvelle-Aquitaine et Climat de la Corrèze.
Historiquement, la commune est exposée à un climat océanique aquitain.
En 2020, Météo-France publie une typologie des climats de la France métropolitaine dans laquelle la commune est exposée à un climat océanique altéré et est dans la région climatique Ouest et nord-ouest du Massif Central, caractérisée par une pluviométrie annuelle de 900 à 1 500 mm, maximale en automne et en hiver.
Pour la période 1971-2000, la température annuelle moyenne est de 11,3 °C, avec  une amplitude thermique annuelle de 14,9 °C. Le cumul annuel moyen de précipitations est de 1 088 mm, avec 12,3 jours de précipitations en janvier et 7,8 jours en juillet. Pour la période 1991-2020, la température moyenne annuelle observée sur la station météorologique la plus proche, située sur la commune de Lubersac à 10 km à vol d'oiseau, est de 11,7 °C et le cumul annuel moyen de précipitations est de 1 130,6 mm,. Pour l'avenir, les paramètres climatiques de la commune estimés pour 2050 selon différents scénarios d’émission de gaz à effet de serre sont consultables sur un site dédié publié par Météo-France en novembre 2022.

## Urbanisme

### Typologie
Au 1er janvier 2024, Beyssenac est catégorisée commune rurale à habitat très dispersé, selon la nouvelle grille communale de densité à 7 niveaux définie par l'Insee en 2022.
Elle est située hors unité urbaine et hors attraction des villes,.

### Occupation des sols
L'occupation des sols de la commune, telle qu'elle ressort de la base de données européenne d’occupation biophysique des sols Corine Land Cover (CLC), est marquée par l'importance des territoires agricoles (86,2 % en 2018), en diminution par rapport à 1990 (88,4 %). La répartition détaillée en 2018 est la suivante : 
zones agricoles hétérogènes (75 %), forêts (13,8 %), prairies (7,7 %), cultures permanentes (3,5 %).
L'évolution de l’occupation des sols de la commune et de ses infrastructures peut être observée sur les différentes représentations cartographiques du territoire : la carte de Cassini (XVIIIe siècle), la carte d'état-major (1820-1866) et les cartes ou photos aériennes de l'IGN pour la période actuelle (1950 à aujourd'hui).

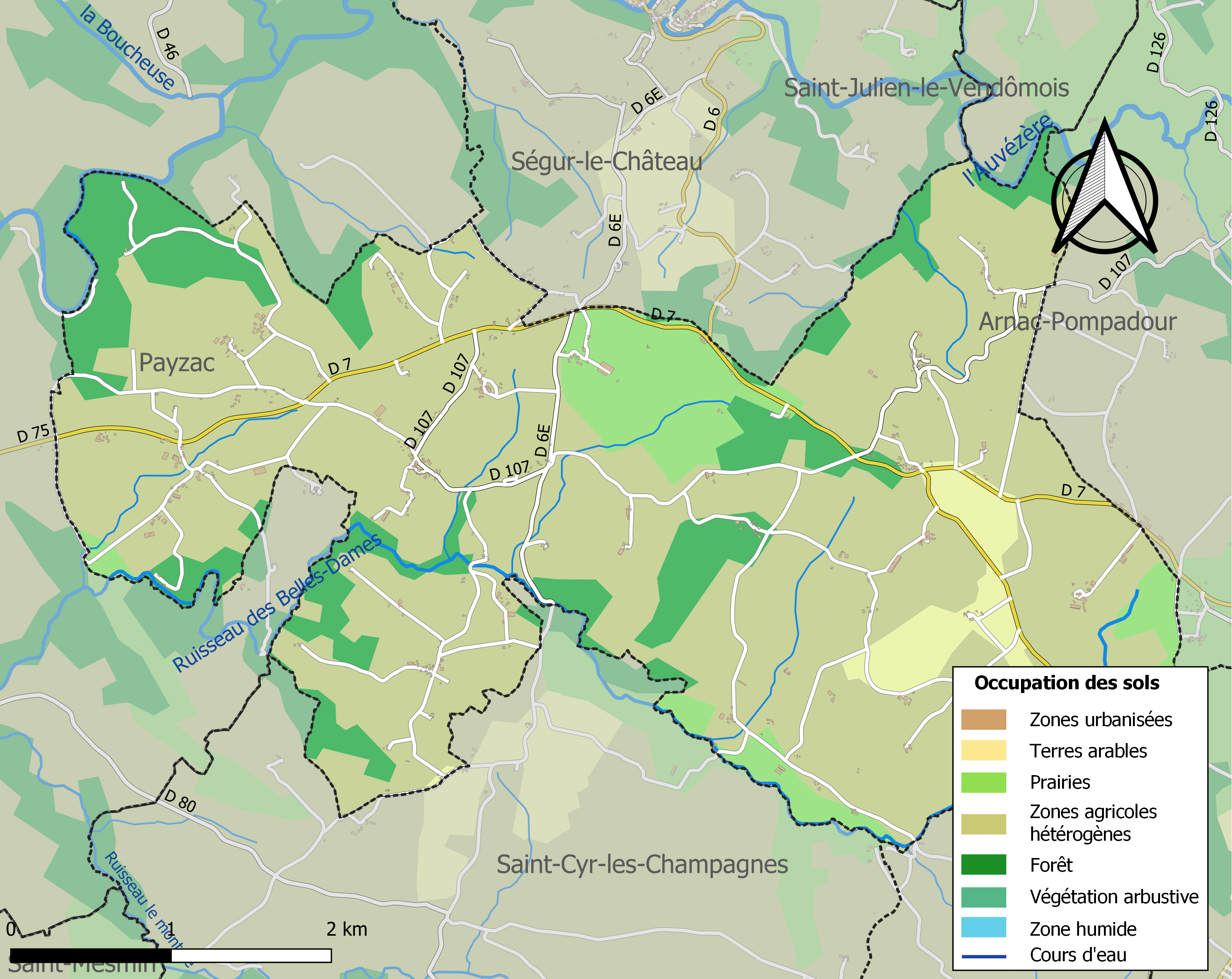
Carte des infrastructures et de l'occupation des sols de la commune en 2018 (CLC).

### Risques majeurs
Le territoire de la commune de Beyssenac est vulnérable à différents aléas naturels : météorologiques (tempête, orage, neige, grand froid, canicule ou sécheresse), feux de forêts et séisme (sismicité très faible). Il est également exposé à un risque particulier : le risque de radon. Un site publié par le BRGM permet d'évaluer simplement et rapidement les risques d'un bien localisé soit par son adresse soit par le numéro de sa parcelle.

#### Risques naturels

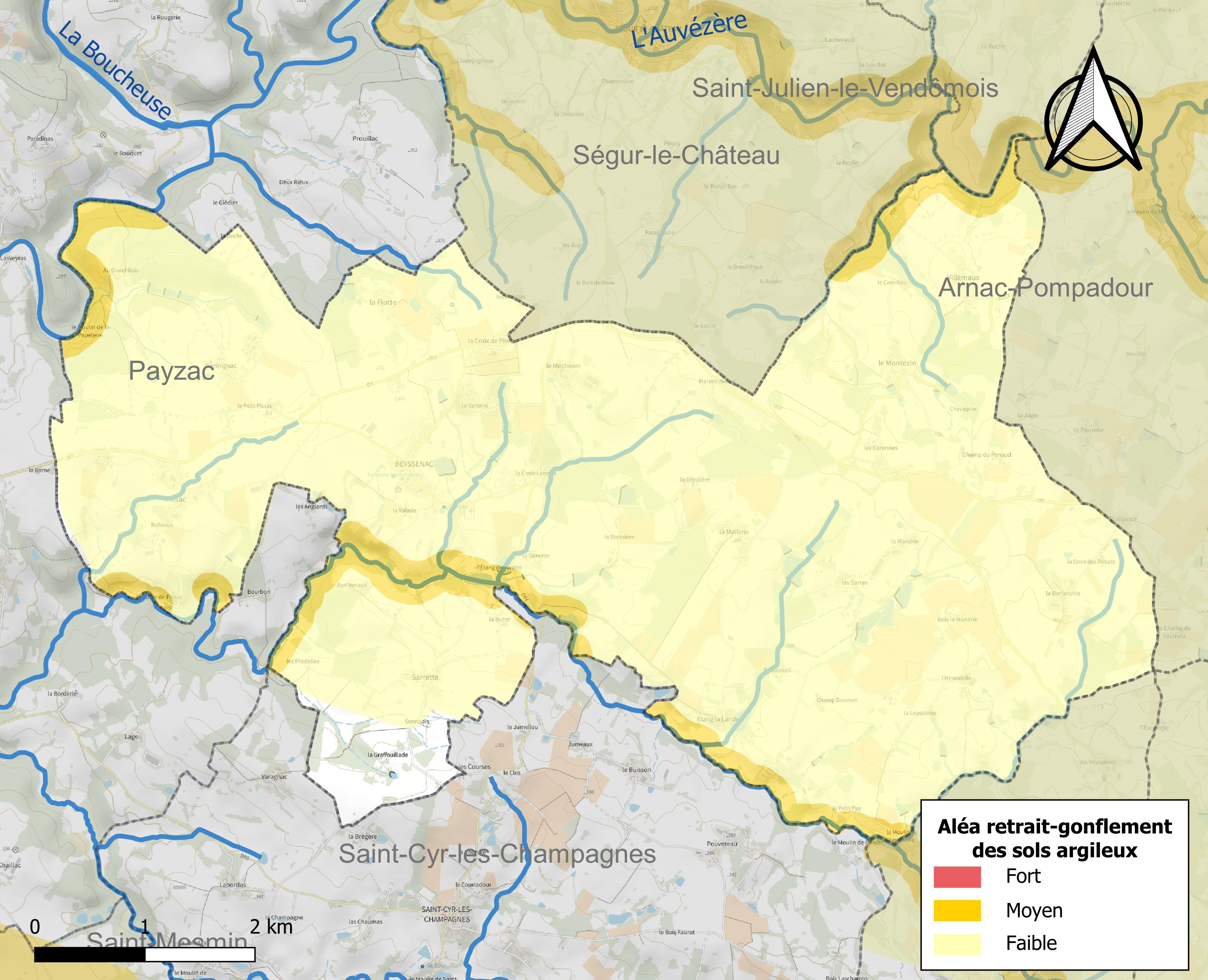
Carte des zones d'aléa retrait-gonflement des sols argileux de Beyssenac.

Le retrait-gonflement des sols argileux est susceptible d'engendrer des dommages importants aux bâtiments en cas d’alternance de périodes de sécheresse et de pluie. 7,1 % de la superficie communale est en aléa moyen ou fort (26,8 % au niveau départemental et 48,5 % au niveau national). Sur les 232 bâtiments dénombrés sur la commune en 2019, douze sont en aléa moyen ou fort, soit 5 %, à comparer aux 36 % au niveau départemental et 54 % au niveau national. Une cartographie de l'exposition du territoire national au retrait gonflement des sols argileux est disponible sur le site du BRGM,.
Concernant les feux de forêt, aucun plan de prévention des risques incendie de forêt (PPRIF) n’a été établi en Corrèze, néanmoins le code de l’urbanisme impose la prise en compte des risques dans les documents d’urbanisme. Le périmètre des servitudes d'utilité publique et des zones d'obligation légale de débroussaillement pour les particuliers est quant à lui défini pour la commune dans une carte dédiée.

#### Risque particulier
Dans plusieurs parties du territoire national, le radon, accumulé dans certains logements ou autres locaux, peut constituer une source significative d’exposition de la population aux rayonnements ionisants. Certaines communes du département sont concernées par le risque radon à un niveau plus ou moins élevé. Selon la classification de 2018, la commune de Beyssenac est classée en zone 2, à savoir zone à potentiel radon faible mais sur lesquelles des facteurs géologiques particuliers peuvent faciliter le transfert du radon vers les bâtiments.

## Toponymie
En occitan, la commune porte le nom de Baissenac.

## Histoire

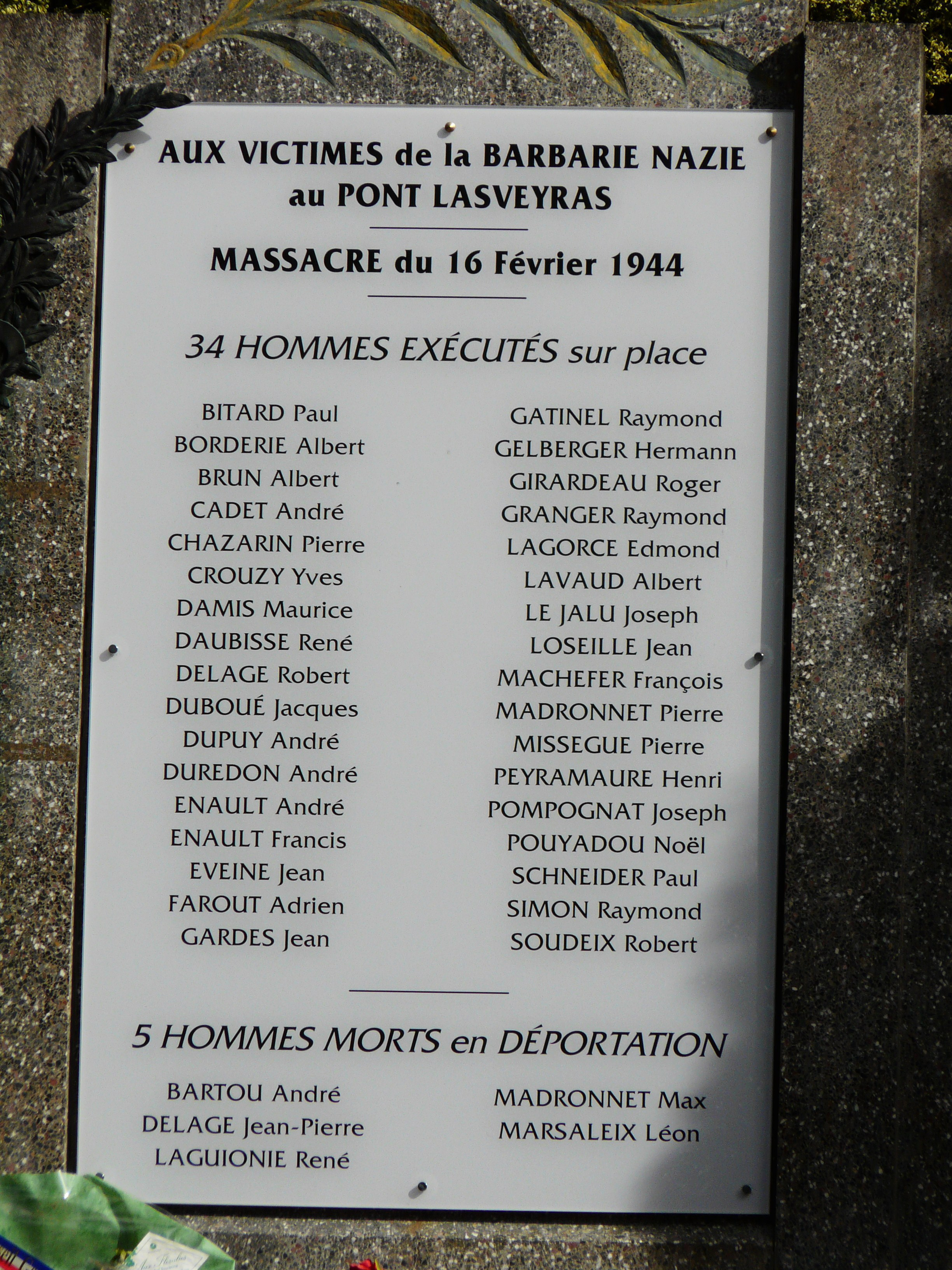
La liste des victimes du massacre du pont Lasveyras.

Sur la carte de Cassini représentant la France entre 1756 et 1789, le village est identifié sous le nom de Beissenac.
Dans les premières années de la Révolution française, l'ancienne commune de Villemaux fusionne avec Beyssenac.
Le massacre du pont Lasveyras correspond à la tuerie d'un groupe de maquisards par deux compagnies allemandes le 16 février 1944 au moulin de la Forêt (ou moulin de la Papeterie),, sur le territoire de la commune. Le Moulin de la Résistance et de la Mémoire du Pont Lasveyras a été ouvert en 2009 sur le site. Un Chemin de la Mémoire comprenant 10 stations est en place depuis 2013.
En 2023, un Centre d’Accueil de demandeurs d’asile est prévu, avec la création de 40 places d’hébergement dans une ancienne auberge de Beyssenac. L’implantation de cette nouvelle structure, décidée par le préfet Étienne Desplanques, soulève l’opposition de certains riverains,. Ancienne école, devenue hôtel-restaurant, l'Auberge de la Mandrie, est sur le point d'être rachetée par l'association Vilataïs, moyennant un investissement de 560 000 euros, qui prévoit une ouverture en deux phases de son CADA. L'association gère déjà des hébergements pour demandeurs d'asile sur quatre autres sites en Corrèze et dans d'autres départements.

### Les Hospitaliers
Villemaux était avant la Révolution française un membre de la commanderie de Sainte-Anne, au sein du grand prieuré d'Auvergne.

## Politique et administration

### Liste des maires

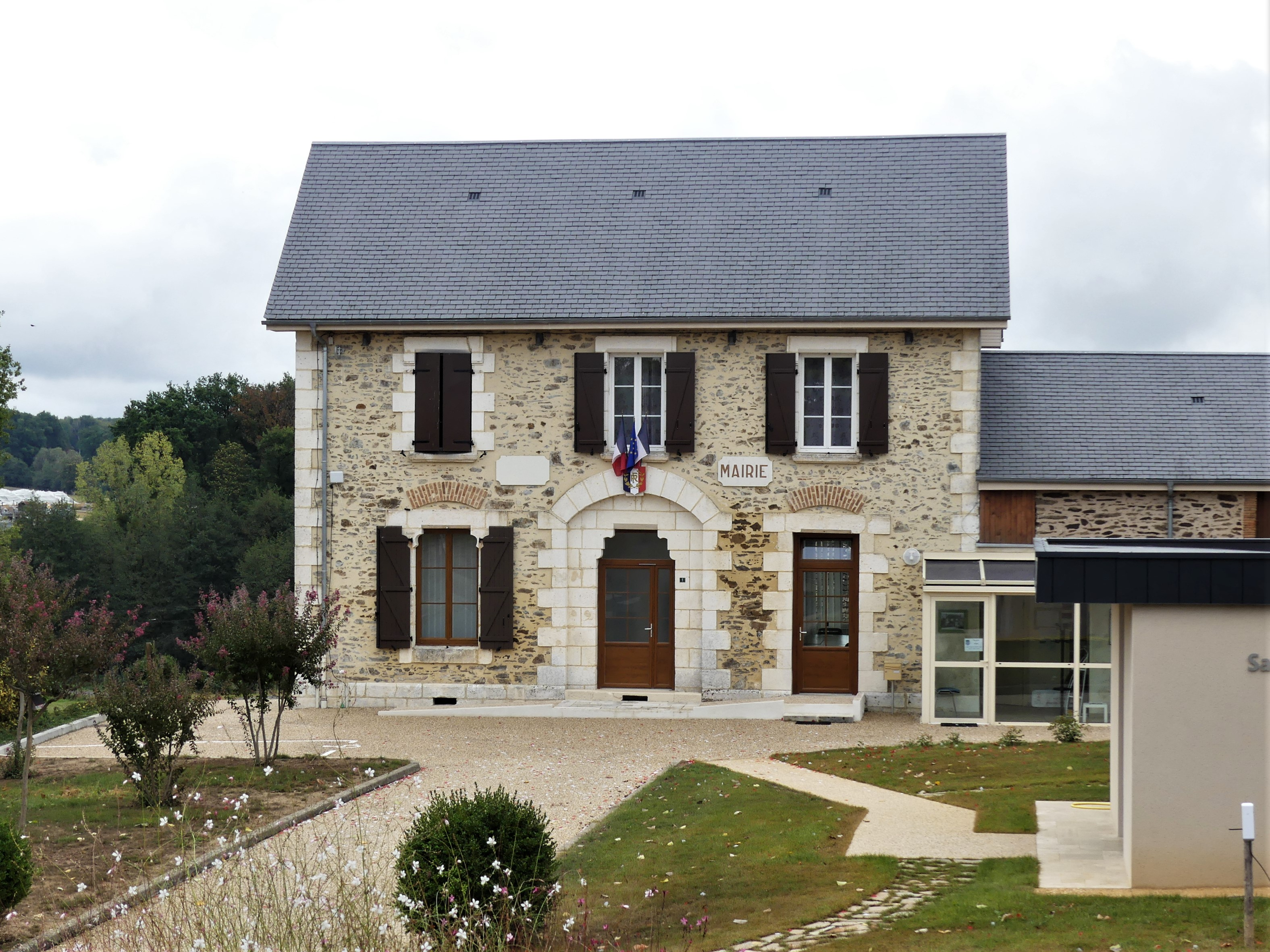
La mairie en 2020.

| Période | Période  | Identité                                     | Étiquette | Qualité |
| ------- | -------- | -------------------------------------------- | --------- | --- |
| 1798    | 1808     | Pierre Buisson                               |           | |
| 1808    | 1809     | Élie Adolphe Roux de Lusson                  |           | |
| 1809    | 1813     | François Lascoux-Germiniac                   |           | |
| 1813    | 1815     | Élie Adolphe Roux de Lusson                  |           | |
| 1815    | 1825     | Léonard Falèze                               |           | |
| 1826    | 1830     | Antoine Buisson                              |           | |
| 1830    | 1835     | Pierre Mathieu Desailleux                    |           | |
| 1835    | 1851     | François Reynaud                             |           | |
| 1851    | 1878     | Jean Baptiste Auconsul                       |           | |
| 1878    | 1882     | Pierre Buisson                               |           | |
| 1884    | 1892     | Louis Magniaux                               |           | |
| 1892    | 1900     | Jean Peyramaure                              |           | |
| 1900    | 1908     | François Xavier Dupuy                        |           | |
| 1908    | 1919     | Gabriel Parot                                |           | |
| 1919    | 1929     | Étienne Deschamps                            |           | |
| 1929    | 1933     | Prosper Megie                                |           | |
| 1933    | 1935     | Jean Géraud                                  |           | |
| 1935    | 1944     | Marcel Duboureau                             |           | |
| 1945    | 1947     | Jean Géraud                                  |           | |
| 1947    | 1989     | René Decay                                   | RPR       | Exploitant forestier |
| 1989    | 2000     | Jean Duboureau                               | RPR       | Agriculteur |
| 2000    | En cours | Francis Comby Réélu pour le mandat 2020-2026 | UMP-LR    | Conseiller régional du Limousin (2010-2015) Conseiller départemental du canton d'Uzerche (depuis 2015) Vice-président du Conseil départemental de la Corrèze (depuis 2015) Président de la communauté de communes du Pays de Pompadour (2014-2016) Président de la communauté de communes du Pays de Lubersac-Pompadour (depuis 2017) Doyen honoraire de la Faculté de pharmacie de Limoges |

### Politique de développement durable
La commune a engagé une politique de développement durable en lançant une démarche d'Agenda 21 en 2006.
Dans son palmarès 2024, le Conseil national de villes et villages fleuris de France a attribué deux fleurs à la commune.
La commune de Beyssenac est classée " Village fleuri, 2 fleurs" depuis 2022 (1 fleur depuis 2010).
- Commune classée Notre Village, Terre d'Avenir
- Commune classée Pays d'Art et d'Histoire Vézère Ardoise
- Route de la Pomme du Limousin
- Site remarquable du Goût "Pomme du Limousin" (les 12 communes de la communauté de communes du Pays de Lubersac-Pompadour)

## Démographie
Les habitants de Beyssenac sont appelés les Beyssenacois.
L'évolution du nombre d'habitants est connue à travers les recensements de la population effectués dans la commune depuis 1793. Pour les communes de moins de 10 000 habitants, une enquête de recensement portant sur toute la population est réalisée tous les cinq ans, les populations de référence des années intermédiaires étant quant à elles estimées par interpolation ou extrapolation. Pour la commune, le premier recensement exhaustif entrant dans le cadre du nouveau dispositif a été réalisé en 2004.

En 2022, la commune comptait 356 habitants, en évolution de −4,3 % par rapport à 2016 (Corrèze : −0,59 %, France hors Mayotte : +2,11 %).
| 1793 | 1800 | 1806 | 1821 | 1831 | 1836 | 1841 | 1846 | 1851 |
| ---- | ---- | ---- | ---- | ---- | ---- | ---- | ---- | ---- |
| 926  | 852  | 847  | 891  | 940  | 837  | 812  | 900  | 896  |

| 1856 | 1861 | 1866 | 1872 | 1876 | 1881 | 1886 | 1891 | 1896 |
| ---- | ---- | ---- | ---- | ---- | ---- | ---- | ---- | ---- |
| 895  | 859  | 892  | 794  | 857  | 869  | 891  | 896  | 941  |

| 1901 | 1906 | 1911 | 1921 | 1926 | 1931 | 1936 | 1946 | 1954 |
| ---- | ---- | ---- | ---- | ---- | ---- | ---- | ---- | ---- |
| 968  | 965  | 893  | 788  | 810  | 787  | 753  | 661  | 606  |

| 1962 | 1968 | 1975 | 1982 | 1990 | 1999 | 2004 | 2006 | 2009 |
| ---- | ---- | ---- | ---- | ---- | ---- | ---- | ---- | ---- |
| 553  | 505  | 451  | 405  | 382  | 343  | 360  | 359  | 365  |

| 2014 | 2019 | 2022 | - | - | - | - | - | - |
| ---- | ---- | ---- | - | - | - | - | - | - |
| 374  | 359  | 356  | - | - | - | - | - | - |

## Économie
Au recensement de 1999, la population active totale (actifs  + chômeurs) de Beyssenac s'élève à 146 personnes. Le taux d'activité entre 20 et 59 ans y est de 88 %, ce qui place la commune à un niveau supérieur à la moyenne nationale (82,2 %). On y dénombre 14 chômeurs (9,6 % des actifs, taux inférieur à la moyenne nationale 12,9 %). En tout et pour tout, la population comprend 42,1 % d'actifs, 38 % de retraités, 17,6 % de jeunes scolarisés et 2,3 % d'autres personnes sans activité.
Par rapport aux moyennes nationales, le pourcentage de retraités y est plus du double (38 % contre 18,2 %) et le pourcentage de jeunes scolarisés y est à l'inverse, nettement inférieur (17,6 % contre 25 %).
En 2004, la population active totale représente 164 personnes, soit 45,6 % de la population. Le nombre de chômeurs s'est abaissé (12) et le taux de chômage s'établit à 7,5 % de la population active.

## Culture locale et patrimoine

### Lieux et monuments
- Église Saint-Médard[37], romane du  XIIe siècle.
- Stèle commémorative du massacre du 16 février 1944 au moulin de la Papeterie (moulin de la Résistance du pont Lasveyras).
- Témoignages d'une architecture rurale révolue, sur les près de 80 granges ovalaires (granges-étables) qui existaient encore sur le territoire communal de Beyssenac au XIXe siècle, deux subsistent encore à Germignac[38] et à la Varonie[39].

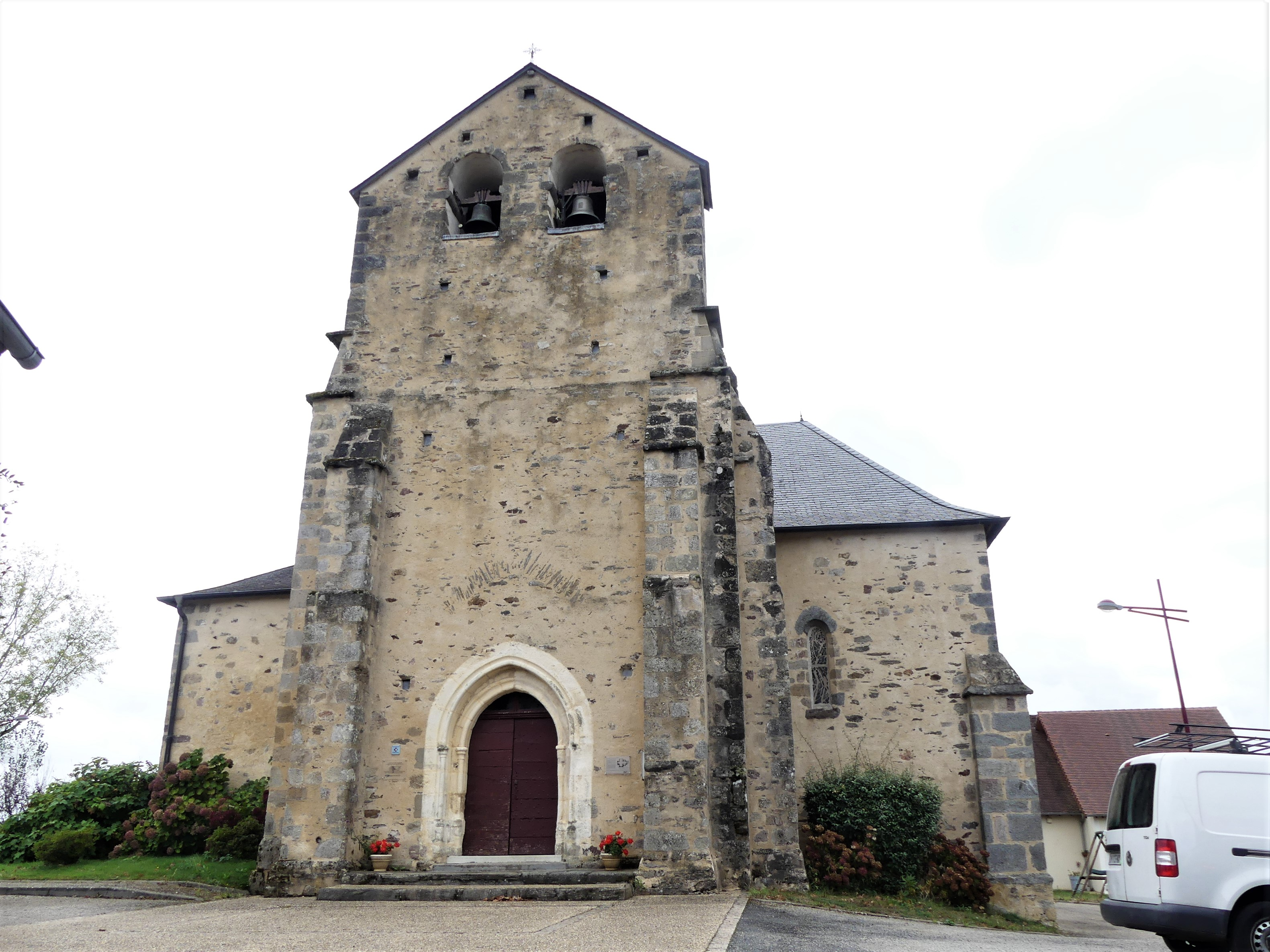
L'église Saint-Médard.
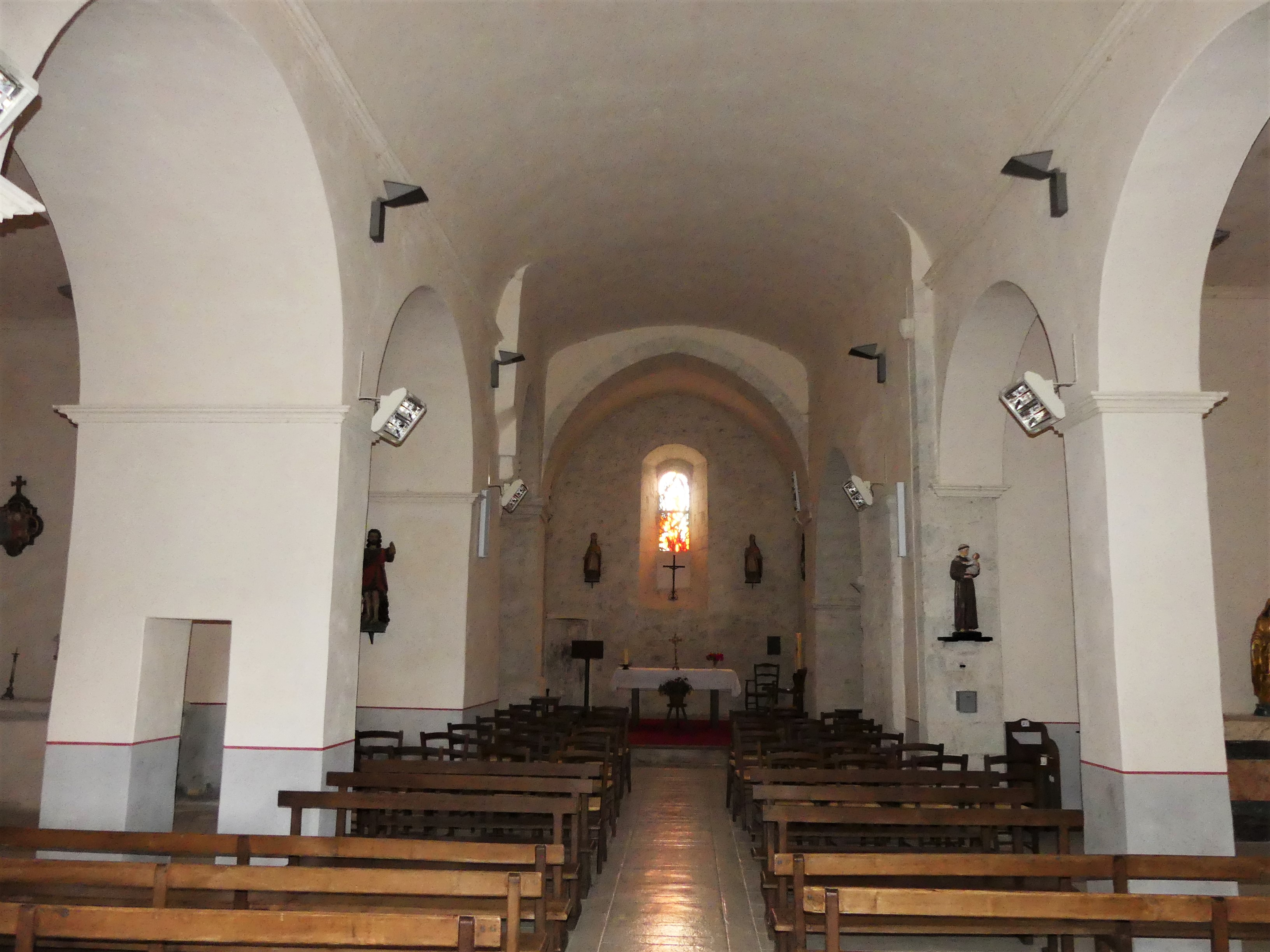
Sa nef.
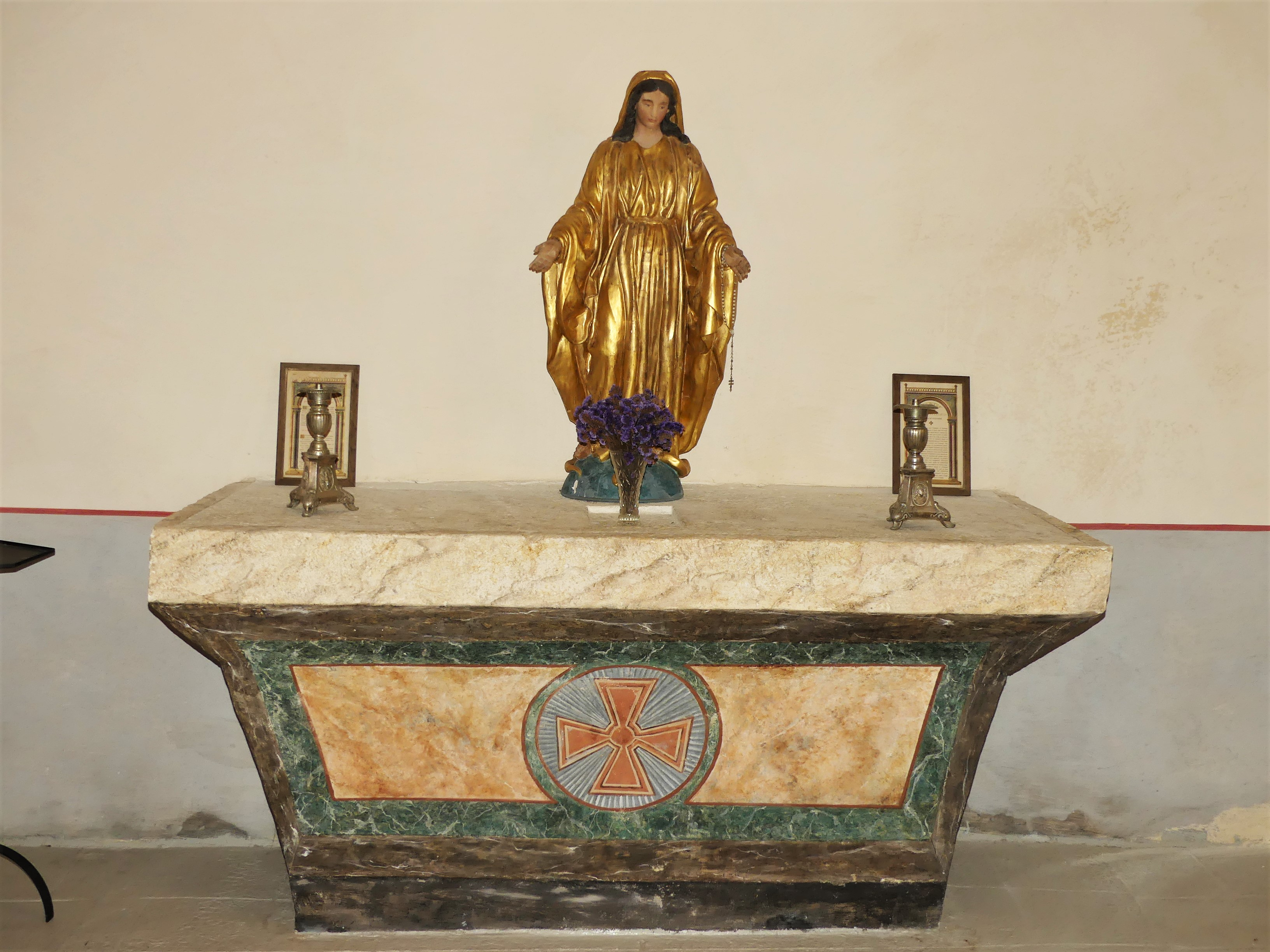
Autel de la grande chapelle sud, avec croix de Malte, provenant de l'ancienne église de Villemaux, rattachée à la commanderie du même nom.
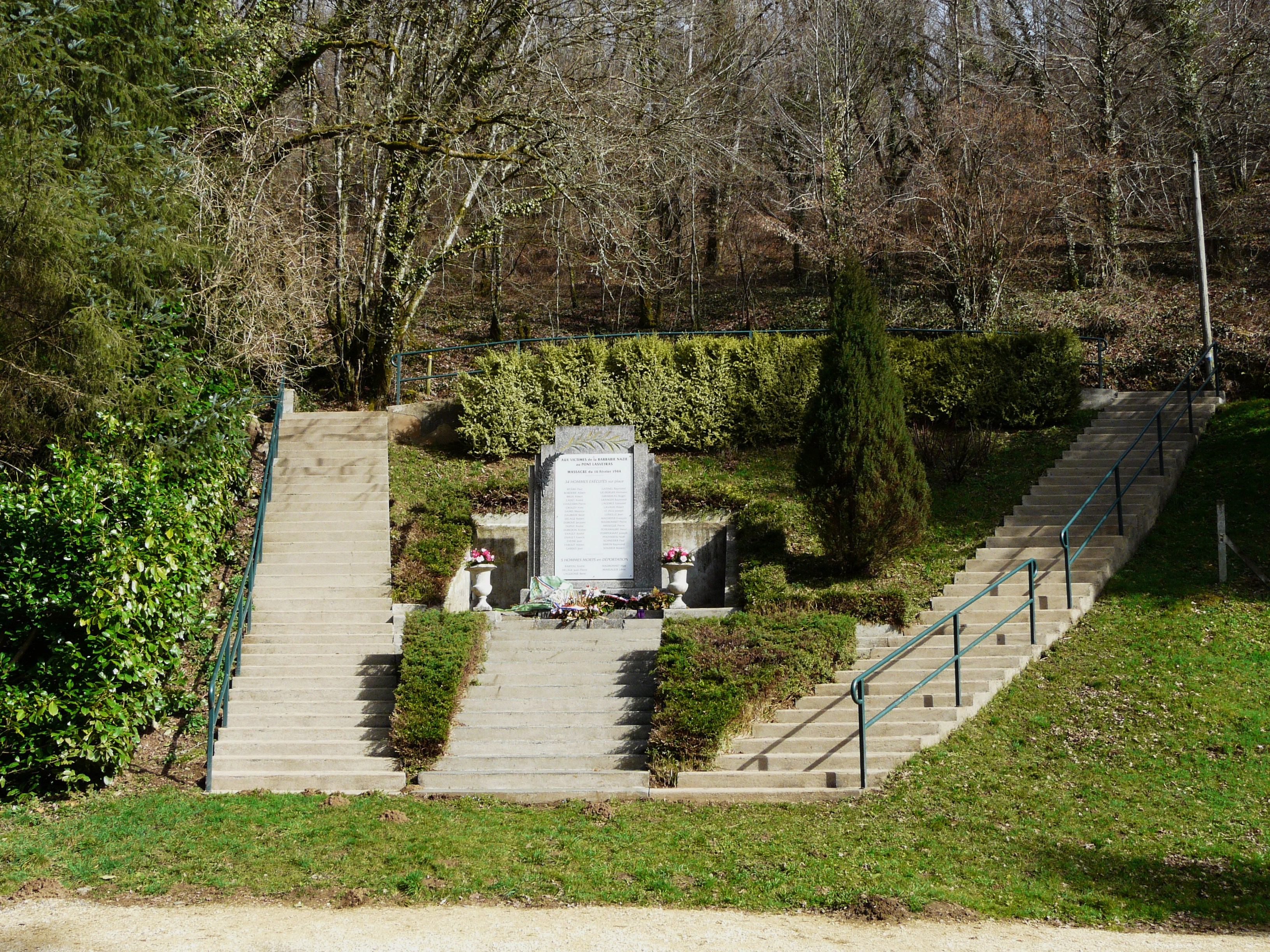
Le mémorial du massacre du pont Lasveyras.
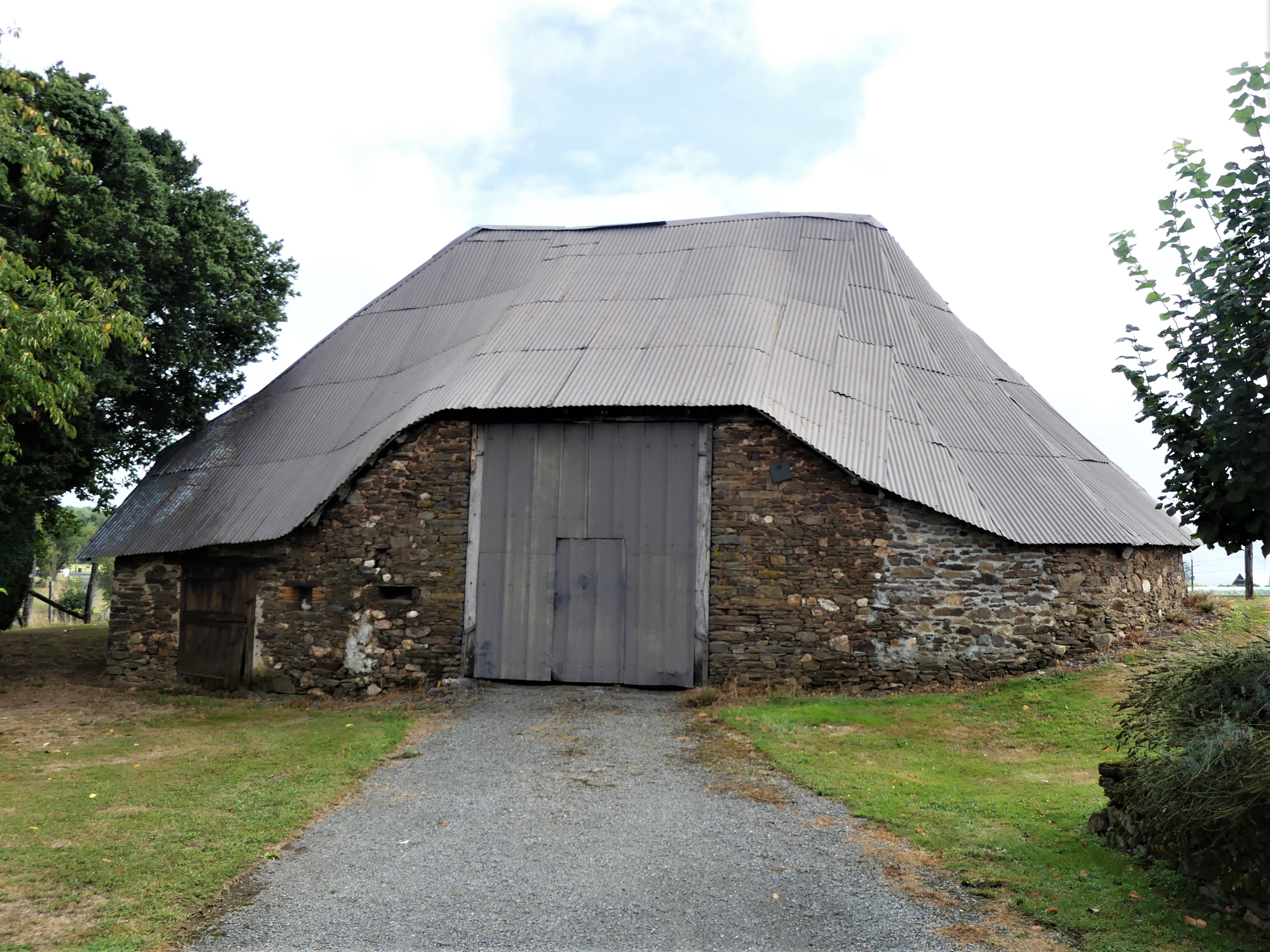
La grange ovalaire de Germignac.
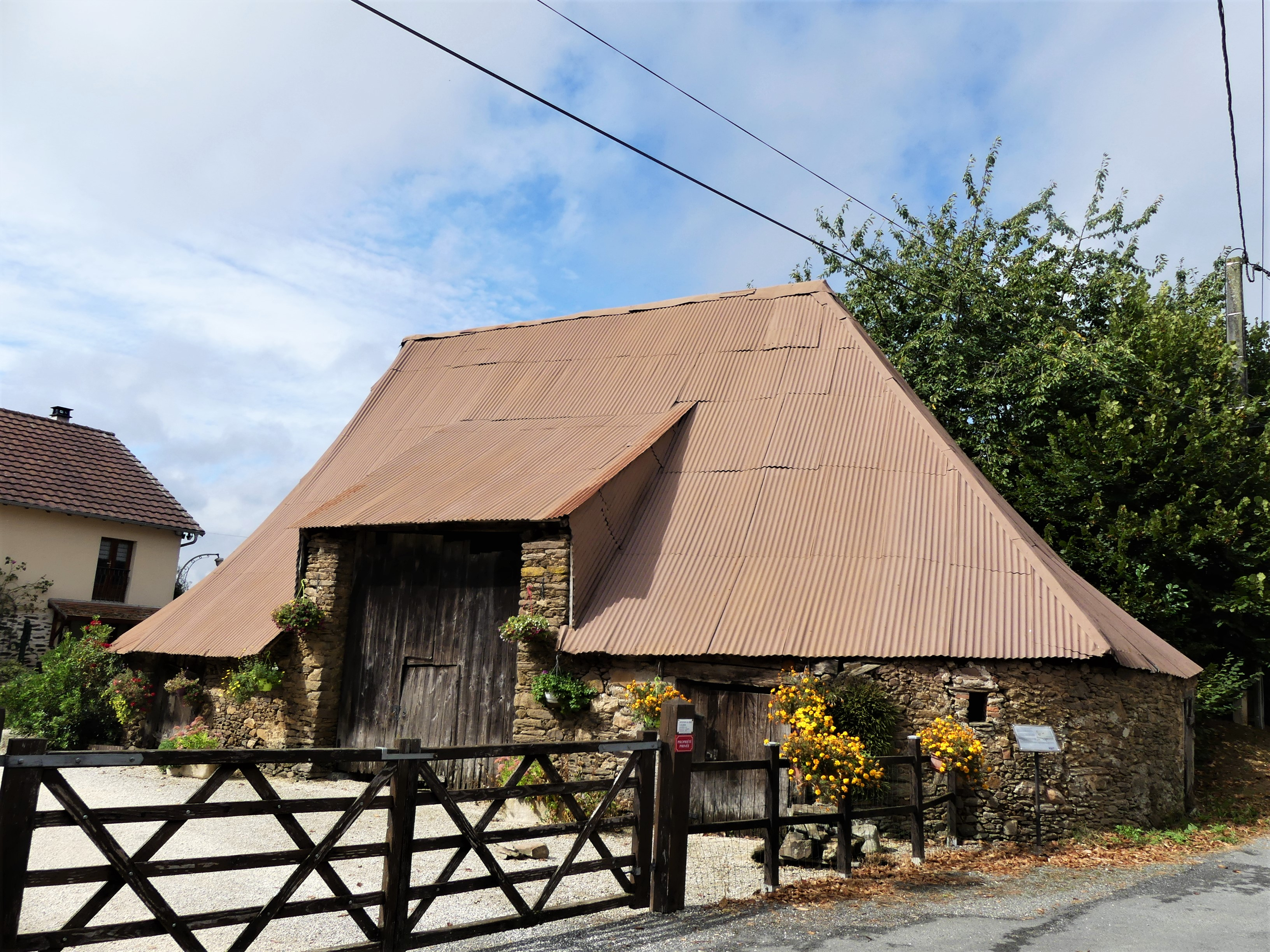
La grange ovalaire de la Varonie.
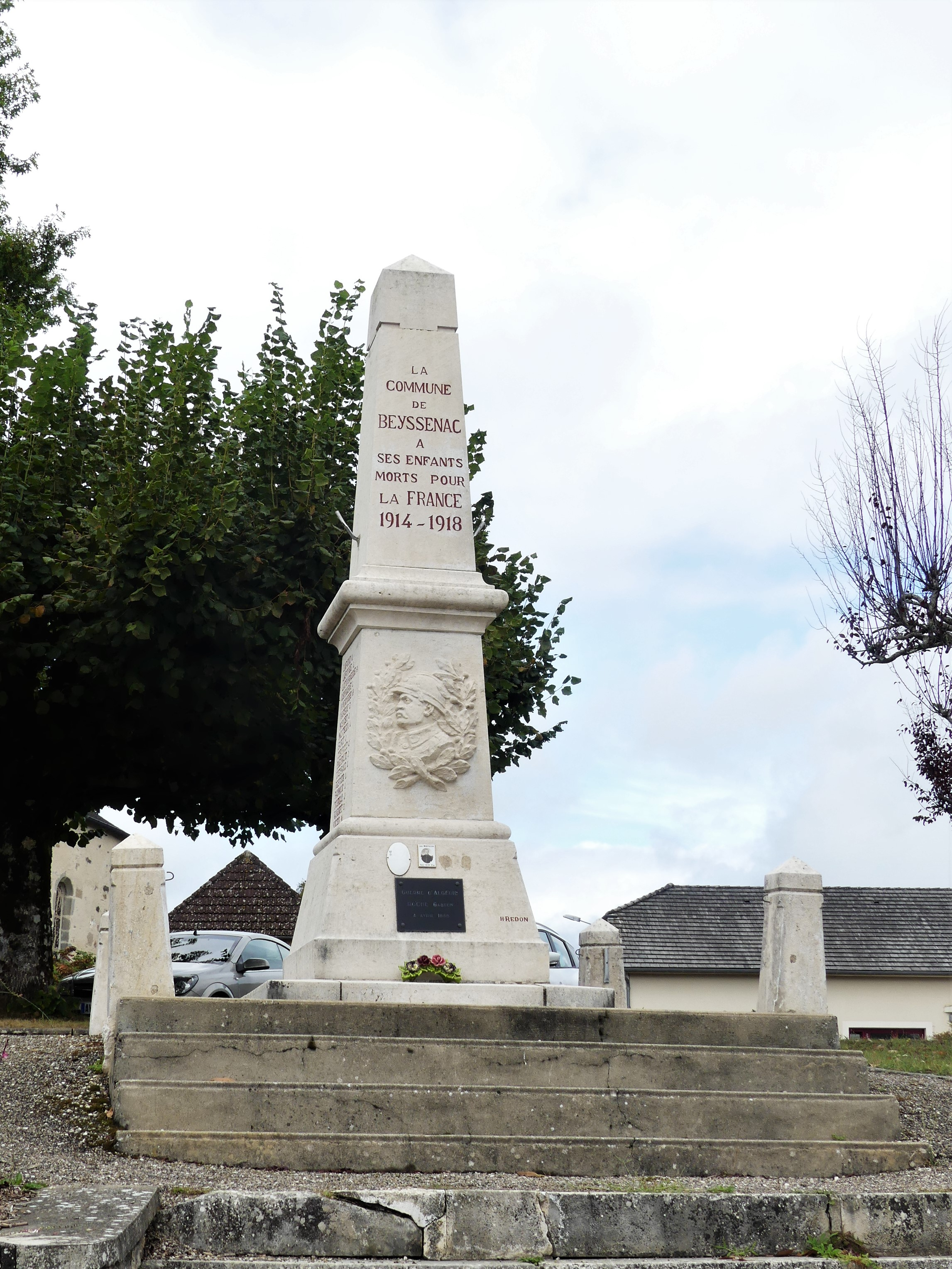
Le monument aux morts.

### Personnalités liées à la commune
- Maison de Limoges

### Héraldique
Pour un article plus général, voir Armorial des communes de la Corrèze.
| Blason de Beyssenac | Blason  | Fascé de six pièces d'argent et d'azur, au chef d'azur chargé de trois fleurs de lis d'or. |
| Blason de Beyssenac | Détails | Adopté par la municipalité en 1986.                                                        |